# Alfred L. Bulwinkle

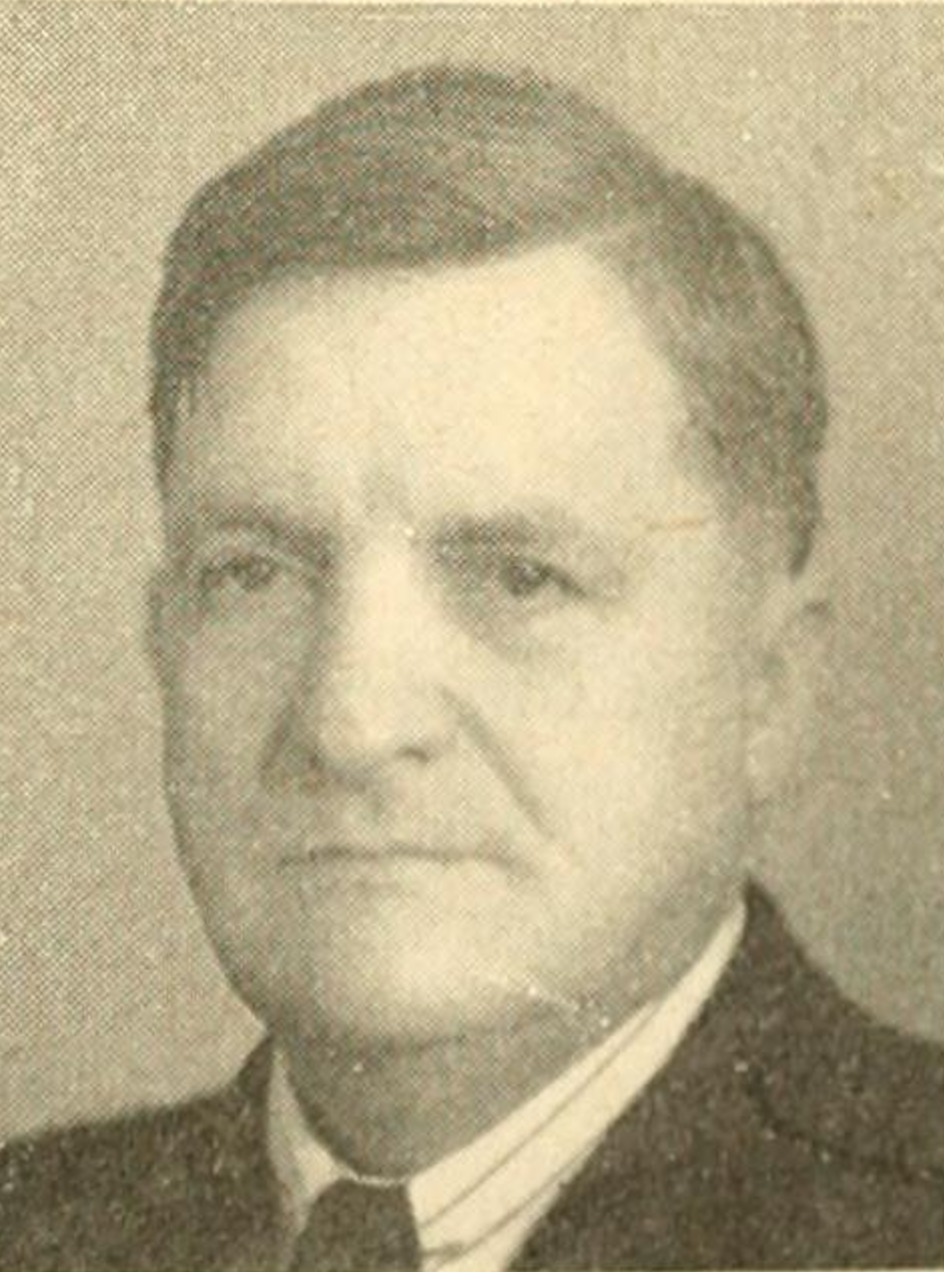
Alfred L. Bulwinkle.

Alfred Lee Bulwinkle, född 21 april 1883 i Charleston, South Carolina, död 31 augusti 1950 i Gastonia, North Carolina, var en amerikansk demokratisk politiker. Han var ledamot av USA:s representanthus från North Carolina 1921–1929 och på nytt från 1931 fram till sin död.
Bulwinkle studerade juridik vid University of North Carolina at Chapel Hill. Han inledde 1904 sin karriär som advokat i Gaston County. Han tjänstgjorde som åklagare i Gastonia 1913–1916 och deltog sedan som major i första världskriget.
Bulwinkle tillträdde 1921 som kongressledamot. Han besegrades i kongressvalet 1928 av republikanen Charles A. Jonas. Han utmanade sedan Jonas i kongressvalet 1930 och vann. Kongressledamoten Bulwinkle avled 1950 i ämbetet och efterträddes av Woodrow W. Jones.
Bulwinkle var lutheran och frimurare. Han gravsattes på Oakwood Cemetery i Gastonia.